# Episodi di Mew Mew - Amiche vincenti

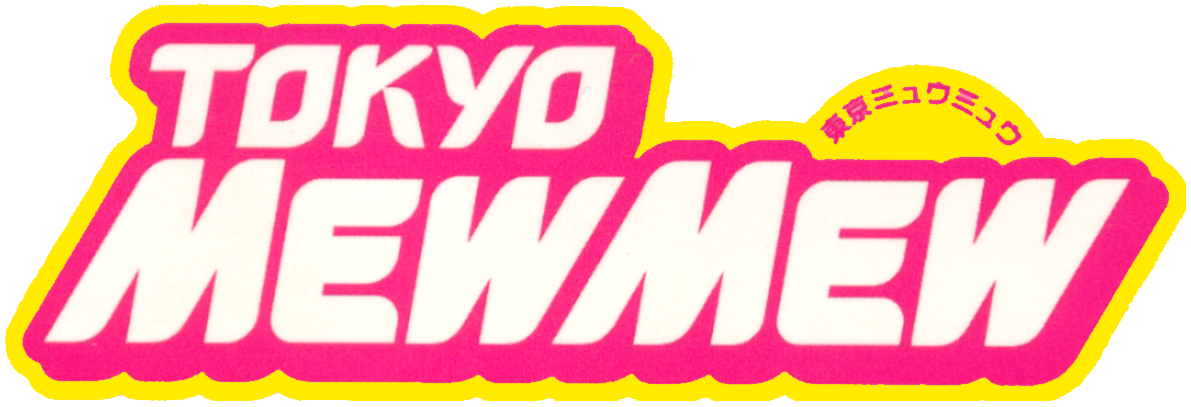
Logo occidentale della serie

Lista degli episodi di Mew Mew - Amiche vincenti (Tokyo Mew Mew), anime tratto dall'omonimo manga di Reiko Yoshida e Mia Ikumi, trasmesso in Giappone su TV Aichi e TV Tokyo dal 6 aprile 2002 al 29 marzo 2003. In Italia è stato trasmesso su Italia 1 dal 1º marzo al 30 giugno 2004.
La sigla originale di apertura, my sweet heart, è interpretata da Rika Komatsu, mentre quella di chiusura, Koi wa à la mode (恋はア・ラ・モード?), dalle Tokyo Mew Mew (Saki Nakajima [Ichigo], Yumi Kakazu [Mint], Kumi Sakuma [Lettuce], Hisayo Mochizuki [Pudding], Junko Noda [Zakuro]). La sigla italiana, invece, è cantata da Cristina D'Avena.	

## Lista episodi
| Nº | Titolo italiano Giapponese 「Kanji」 - Rōmaji - Traduzione letterale | In onda           | In onda        |
| Nº | Titolo italiano Giapponese 「Kanji」 - Rōmaji - Traduzione letterale | Giapponese        | Italiano       |
| 1  | Trasformazione gatto! 「ネコになる、正義の味方は恋する少女にゃん」 - Neko ni naru, seigi no mikata wa koisuru shōjo nyan – "Divento un gatto, l'alleata della giustizia è una ragazza innamorata nyan" | 6 aprile 2002     | 1º marzo 2004  |
| 1  | La tredicenne Strawberry Momomiya (Ichigo Momomiya), simpatica e altruista, è innamorata da sempre di Mark Aoyama (Masaya Aoyama), un ragazzo gentile e amante della natura. Un giorno, Strawberry si reca ad una mostra dedicata alle specie animali in via d'estinzione insieme a Mark; durante la visita, la ragazza viene colpita da uno strano raggio, perde i sensi e sogna che un esemplare di gatto selvatico di Iriomote entra dentro il suo corpo; dopo questa esperienza, Strawberry inizia ad esibire comportamenti tipicamente felini, come rubare il pesce. Confusa, decide di parlarne con Mark, ma i ragazzi vengono attaccati da un mostro; un misterioso ragazzo consegna a Strawberry un ciondolo con il quale la ragazza si trasforma in Mew Berry (Mew Ichigo), una supereroina dotata di incredibili poteri, e distrugge il mostro. Risolta la situazione, il ragazzo, che afferma di chiamarsi Ryan Shirogane (Ryo Shirogane), ed un suo amico, Kyle Akasaka (Keiichiro Akasaka), decidono di dare a Strawberry le opportune spiegazioni. |                   |                |
| 2  | Una nuova amica 「新しい仲間、正義の味方は超お嬢様にゃん」 - Atarashī nakama, seigi no mikata wa chō ojōsama nyan – "Una nuova compagna, l'alleata della giustizia è una signorina per bene nyan" | 13 aprile 2002    | 3 marzo 2004   |
| 2  | Ryan e Kyle portano Strawberry al Caffè Mew Mew, un locale da loro gestito che in realtà è una copertura per la loro attività segreta, il Progetto Mew, e la mettono al corrente della situazione: la Terra è minacciata da alieni intenzionati a conquistare il pianeta e sterminare la razza umana. I nemici si servono di mostri chiamati Chimeri, esseri originati fondendo un parassita alieno con la forza vitale di una persona o di un animale; il Progetto Mew consiste nella creazione di una squadra di cinque supereroine, le Mew Mew, ognuna delle quali trae i propri poteri da una specie animale in via d'estinzione il cui DNA è stato fatto unire al proprio e che sono le uniche in grado di respingere l'invasione. Strawberry è una delle ragazze selezionate e la sua missione è trovare le altre quattro ragazze per riunire la squadra e respingere la minaccia degli alieni. Viene aiutata nella ricerca da un robottino di nome Mash (Masha) che ha l'abilità di rilevare le altre Mew Mew e la presenza di Chimeri; grazie a Mash, Strawberry rintraccia una delle Mew Mew, una ragazza altezzosa e benestante di nome Mina Aizawa (Mint Aizawa) che ha il DNA fuso con quello del lorichetto blu. Passato il panico iniziale, Mina risveglia i propri poteri, trasformandosi in Mew Mina (Mew Mint), e insieme a Mew Berry sconfigge il Chimero. Sia Strawberry che Mina diventano cameriere del Caffè Mew Mew come copertura della loro missione, ma la collaborazione si prospetta molto difficile a causa del carattere snob e antipatico della nuova alleata. |                   |                |
| 3  | Il fantasma della scuola 「学校の怪談、おばけの正体見つけ出すにゃん」 - Gakkō no kaidan, obake no shōtai mitsukedasu nyan – "La storia dello spettro della scuola, scopriamo l'identità del fantasma nyan" | 20 aprile 2002    | 5 marzo 2004   |
| 3  | Mentre lavora al Caffè Mew Mew, Strawberry sente alcune ragazze parlare di un fantasma che si dice infesti una scuola e fa la conoscenza di una di loro, la dolce e timida Lory Midorikawa (Lettuce Midorikawa). Quella notte, Strawberry e Mina, dietro suggerimento della seconda che ritiene che il fantasma sia in realtà un Chimero, si recano alla scuola per indagare. Qui vengono attaccate dallo spettro e scoprono che si tratta in realtà di Lory: la ragazza è infatti una Mew Mew e possiede poteri acquatici dovuti al fatto che il suo DNA è fuso con quello della neofocena. Lory, già vittima delle prepotenze delle sue compagne di scuola a causa del suo carattere remissivo, è convinta che nessuno la vorrà più come amica a causa di ciò che è diventata e, nei panni di Mew Lory (Mew Lettuce), attacca Mew Berry e Mew Mina. Le due, però, riescono a farla ragionare; Lory, così, capisce di aver trovato delle amiche che le vogliono bene per quello che è ed entra a far parte della squadra. Il giorno dopo, Strawberry viene avvicinata da un alieno di nome Quiche, che la bacia per poi dileguarsi, lasciando la ragazza sconvolta. |                   |                |
| 4  | Appuntamento con spavento 「涙のデート、青山くんにいえない秘密にゃん」 - Namida no dēto, Aoyama-kun ni ienai himitsu nyan – "Appuntamento di lacrime, il segreto che non posso rivelare a Aoyama nyan" | 27 aprile 2002    | 8 marzo 2004   |
| 4  | Strawberry è ancora confusa a causa del bacio di Quiche e si sente in colpa al punto di cercare di evitare in tutti i modi Mark. Il ragazzo, comunque, si accorge del disagio di Strawberry e per tirarle su il morale la invita al luna park; Strawberry non se la sente e rifiuta, ma Mash riesce a farla andare comunque all'appuntamento con la scusa di aver rilevato un Chimero. Le cose vanno nel migliore dei modi finché Quiche non attacca davvero il luna park trasformando un leone in un Chimero; Strawberry approfitta della confusione per allontanarsi da Mark, così da potersi trasformare liberamente in Mew Berry, e sconfigge il mostro con l'aiuto di Mew Lory e Mew Mina. Quiche prende atto della sconfitta e se ne va, minacciando però di tornare presto. La situazione è risolta e Strawberry può concludere felicemente il suo appuntamento con Mark. |                   |                |
| 5  | Ginnasta esordiente 「嵐の新体操、ネコの舞で輝く星になるにゃん」 - Arashi no shintaisō, neko no mai de kagayaku hoshi ni naru nyan – "Ginnastica ritmica di tempesta, divento una stella splendente con la danza del gatto nyan" | 4 maggio 2002     | 10 marzo 2004  |
| 5  | Una mattina, Strawberry sta andando a scuola e attraversa la strada senza guardare; per evitare un furgone che sta per travolgerla, la ragazza compie un balzo spettacolare. Alcune ragazze, che fanno parte del club del ginnastica ritmica della scuola, assistono alla scena e propongono a Strawberry di unirsi a loro. La ragazza, inizialmente titubante, finisce con l'accettare e dimostra una bravura fuori dal comune; in realtà, il talento di Strawberry deriva semplicemente dal fatto che il suo DNA è fuso con quello di un gatto e la ragazza fa molta fatica a sfruttare i suoi poteri senza cedere agli inconvenienti del suo lato felino (come l'impulso di mettersi a giocare con gli attrezzi di gara). Quando Mark le promette che verrà ad assistere alla gara che dovrà sostenere a breve con il club, però, Strawberry decide di impegnarsi e dare il massimo. Il giorno dell'esibizione, tuttavia, è guastato da Quiche che attacca la scuola con un Chimero. Le Mew Mew risolvono il problema e la gara riprende, ma Strawberry, esausta dopo aver combattuto contro il Chimero, commette un errore dietro l'altro e alla fine il club di ginnastica perde la competizione. Le ragazze del club si complimentano comunque con Strawberry, ma la ragazza, rendendosi conto che tutto il suo impegno era dovuto solo a Mark e non a vera passione per la ginnastica, decide di ritirarsi e lasciare il club. |                   |                |
| 6  | La forza della musica 「心のピアノ、ときめきの舞踏会にゃん」 - Kokoro no piano, tokimeki no budōkai nyan – "Il piano del cuore, la festa da ballo da batticuore nyan" | 11 maggio 2002    | 12 marzo 2004  |
| 6  | Ryan ha organizzato una serata di gala per ringraziare le Mew Mew del lavoro che svolgono al Caffè e ha invitato la raffinata pianista Mary McGuire per suonare in onore delle ragazze. La festa, però, viene interrotta da Quiche, che attacca le Mew Mew con un Chimero ricavato dal DNA di Mary, che si rivela molto più potente dei soliti Chimeri creati utilizzando animali; grazie all'aiuto di Ryan, il quale riesce ad indebolire il Chimero facendogli ascoltare la musica registrata di Mary, le Mew Mew riescono a sconfiggere il mostro e a salvare la musicista. |                   |                |
| 7  | Il debutto di Paddy 「歩鈴登場、耳とシッポも芸のうち」 - Purin tōjō, mimi to shippo mo gei no uchi – "Appare Pudding, anche le orecchie e la coda tra i trucchi" | 18 maggio 2002    | 15 marzo 2004  |
| 7  | Strawberry fa la conoscenza di Paddy Wong (Pudding Wong), un'energica ed esuberante ragazzina di origini cinesi che si esibisce al parco come acrobata e prestigiatrice per ottenere mance dai passanti. A causa di un trucco di magia particolarmente insolito e spettacolare, Strawberry si spaventa al punto da farsi spuntare orecchie e coda di gatto; Paddy, entusiasta, vuole scoprire a tutti i costi come fare ad ottenerle anche lei e Strawberry, esasperata, se ne libera trattandola in malo modo. Più tardi, pentita e dietro consiglio di Mark, la ragazza torna al parco per scusarsi; qui trova Quiche intento a cercare di rubare la forza vitale di Paddy e lo ferma appena in tempo. Il nemico, allora, crea un altro Chimero usando una lucertola; le Mew Mew affrontano il mostro, che tuttavia è così agile da riuscire a sfuggire ai loro attacchi e a mettere le paladine in seria difficoltà. Quando tutto sembra perduto, Paddy si trasforma in Mew Paddy (Mew Pudding) grazie ai poteri del DNA della scimmia leonina; grazie a lei, le Mew Mew sconfiggono Quiche. Paddy, divenuta a tutti gli effetti parte della squadra, comincia a lavorare al Caffè Mew Mew e grazie alla sua allegria e ai suoi spettacoli, il locale acquista ancora più notorietà. |                   |                |
| 8  | Una montagna da salvare 「温泉へＧＯ！神秘の山の愛の奇跡」 - Onsen he GO! Shinpi no yama no ai no kiseki – "Andiamo alle sorgenti di acqua calda! Il miracolo dell'amore della montagna del mistero" | 25 maggio 2002    | 17 marzo 2004  |
| 8  | Strawberry, Mina, Lory e Paddy hanno vinto una giornata gratis in un centro termale di lusso, ma arrivate sul posto scoprono che il centro è ancora in costruzione e che sarà ultimato solamente l'anno prossimo. Le ragazze incontrano Aoyamada, un ragazzo somigliante a Mark, che vuole fermare i lavori di costruzione per evitare che venga distrutto l'habitat naturale delle lontre, animali a cui lui è molto affezionato. Quiche ruba la forza vitale di Aoyamada per creare un Chimero in grado di sconfiggere le Mew Mew con le sue flatulenze, ma Mew Paddy, che essendo raffreddata riesce a resistere alle esalazioni del mostro, riesce a sconfiggerlo. Restituita la forza vitale al suo proprietario, Aoyamada rivede le sue amate lontre, che credeva scomparse da anni. |                   |                |
| 9  | Il fratello 「愛しのお兄様、思い出は写真の中に」 - Itoshi no onīsama, omoide wa shashin no naka ni – "Fratello mio caro, i ricordi sono nelle foto" | 1º giugno 2002    | 19 marzo 2004  |
| 9  | Strawberry ha un appuntamento con Mark, ma non ha nulla da mettersi, e chiede a Mina di prestarle un vestito adatto. Arrivate a casa della ragazza, Strawberry, Paddy e Lory conoscono così Sergio Aizawa (Seiji Aizawa), il fratello maggiore di Mina, scoprendo anche che i rapporti tra lui e Mina sono molto freddi. La governante di Mina spiega alle ragazze che i due fratelli, in quanto membri dell'alta società, hanno entrambi ricevuto un'educazione di prim'ordine, ma hanno anche sofferto molto per le frequenti assenze dei genitori, sempre lontani per lavoro; Mina e Sergio, inoltre, hanno avuto pochi contatti nel corso degli anni perché Sergio studia in un prestigioso liceo all'estero, mentre Mina frequenta una scuola di danza classica. Strawberry, Paddy e Lory cercano di aiutare i due fratelli e convincono Sergio ad assistere ad uno spettacolo di danza in cui Mina ha ottenuto la parte di prima ballerina; appena prima dell'esibizione, Quiche attacca le ragazze con un Chimero danzante, ma Mew Mina riesce a sconfiggere il mostro ricorrendo alla sua abilità di ballerina. Risolto il problema, Mina può finalmente recitare il suo spettacolo con le sue amiche e Sergio che assistono in platea. |                   |                |
| 10 | La squadra si completa 「最後の仲間、まぼろしの一匹狼」 - Saigo no nakama, maboroshi no ippiki ōkami – "L'ultima compagna, il solitario lupo dell'illusione" | 8 giugno 2002     | 22 marzo 2004  |
| 10 | Una ragazza viene fotografata mentre sconfigge un Chimero e le Mew Mew temono che qualcuno possa averle smascherate. Assodato che non si tratta di nessuna di loro, le ragazze pensano che possa essere la quinta Mew Mew. Mina riconosce il profilo della ragazza come quella del suo idolo, la modella Pam Fujiwara (Zakuro Fujiwara), e decise a scoprire la verità, Strawberry e le altre si iscrivono a un provino dove Pam è una dei giudici per avvicinarla, ma purtroppo la ragazza non sembra voler avere a che fare con loro. La notte stessa, Strawberry e le altre vengono informate che la quinta Mew Mew è in pericolo. Le ragazze si trasformano e corrono in suo soccorso, ma si trovano ad avere a che fare con Quiche che spedisce loro contro uno stormo di Chimeri corvo. Le paladine sono in seria difficoltà e la quinta Mew Mew, che si rivela essere proprio Pam, interviene per aiutarle: la ragazza, che ha in sé il DNA del lupo grigio, si trasforma in Mew Pam (Mew Zakuro) e annienta da sola tutti i Chimeri, mettendo in fuga Quiche. Tornata la calma, le Mew Mew chiedono a Pam di unirsi a loro, ma lei rifiuta in malo modo, lasciando le ragazze, e Mina in particolare, deluse e allibite. |                   |                |
| 11 | Si comincia da cinque! 「信じる心、五人そろって東京ミュウミュウ」 - Shinjiru kokoro, gonin sorotte Tōkyō Myū Myū – "Cuori fiduciosi, tutte e cinque formano le Tokyo Mew Mew" | 15 giugno 2002    | 24 marzo 2004  |
| 11 | Le Mew Mew sono ancora affrante dal rifiuto di Pam di entrare nella squadra, ma decidono comunque di non darsi per vinte e di provare a convincerla. Pam, intanto, viene avvicinata da Quiche che le propone di farla tornare ad essere una persona normale in cambio del suo aiuto per sbarazzarsi delle Mew Mew, ma Pam rifiuta. Le ragazze intervengono, ma Quiche imprigiona Lory, Mina e Paddy in un'altra dimensione e ricatta Strawberry: se vuole rivedere le sue amiche, dovrà affrontare e sconfiggere Pam. Quest'ultima rifiuta di farsi coinvolgere e anche Strawberry non accetta di stare al gioco di Quiche, ma incolpa Pam dell'accaduto. Ryan e Kyle le spiegano che il piano di Quiche è separare le Mew Mew perché la vera forza delle cinque eroine è lo spirito di squadra e convincono Strawberry a riprovare a convincere l'ostinata ragazza a collaborare. Strawberry raggiunge Pam agli studi televisivi e la prega di aiutarla a liberare le Mew Mew, ma la discussione è interrotta da Quiche che crea un Chimero per eliminare Pam. Mew Berry fa il possibile per proteggerla e Pam, colpita dal suo coraggio, si trasforma e libera le altre Mew Mew; le cinque paladine, finalmente unite, sconfiggono facilmente il Chimero e Pam, comprendendo che l'unione fa la forza, accetta di buon grado di unirsi alla squadra. |                   |                |
| 12 | L'ombra dei ciliegi 「バレちゃった、季節はずれの桜散る」 - Barechatta, kisetsuhazure no sakura chiru – "Scoperta, un albero di ciliegie fuori stagione cade lontano" | 22 giugno 2002    | 26 marzo 2004  |
| 12 | Quiche infetta cinque ciliegi con un virus che farà loro produrre una tossina che inquinerà irrimediabilmente l'atmosfera terrestre; Ryan e Kyle incaricano le Mew Mew di trovare e guarire gli alberi in questione. Uno dei ciliegi è un albero molto caro a Mark che ha la particolarità di fiorire fuori stagione; Mew Berry raggiunge il ciliegio proprio nell'attimo in cui il ragazzo si reca a visitare l'albero e si imbatte in Quiche. L'alieno tenta di convincere la ragazza, per cui ormai prova evidentemente qualcosa, ad unirsi a lui, ma Mew Berry rifiuta e purifica il ciliegio, salvando Tokyo. Mark, però, sembra riconoscerla e la chiama con il nome di Strawberry; la ragazza, sconvolta, si presenta a lui semplicemente come una delle ragazze Mew Mew e fugge via. |                   |                |
| 13 | Il richiamo del cuore 「すれ違う心、狙われた青山くん」 - Surechigau kokoro, nerawareta Aoyama-kun – "Cuori incrociati, Aoyama preso di mira" | 29 giugno 2002    | 29 marzo 2004  |
| 13 | Strawberry teme che Mark abbia scoperto che lei è una Mew Mew; anche Mark è confuso da ciò che ha visto e si reca al Caffè per parlare con Strawberry, ma la ragazza lo evita apertamente. Quiche, resosi conto dell'interesse di Strawberry per Mark, in preda alla gelosia decide di liberarsi del ragazzo e lo attacca con un Chimero proprio nel momento in cui i due si stanno finalmente per chiarire. Strawberry, incurante del rischio di essere vista da Mark, si trasforma in Mew Berry e affronta l'alieno, vincendo lo scontro; Quiche, sconfitto ma non rassegnato, fugge via. Tornata la calma, Mark, che non ha assistito alla trasformazione della ragazza, spiega a Mew Berry di averla chiamata con il nome di Strawberry a causa della somiglianza tra le due e la ragazza comprende sollevata di non essere stata riconosciuta. Il giorno dopo, Mark regala a Strawberry un campanellino da portare al collo. Nel frattempo, Profondo Blu (Deep Blue), il capo dei nemici, deluso dagli insuccessi di Quiche, convoca altri due alieni, Pie e Tart, incaricandoli di sbarazzarsi delle Mew Mew. |                   |                |
| 14 | L'amore perduto 「赤坂の秘密、切ない恋の物語」 - Akasaka no himitsu, setsunai koi no monogatari – "Il segreto di Akasaka, la storia di un triste amore" | 6 luglio 2002     | 31 marzo 2004  |
| 14 | Strawberry conosce Rei, una ricercatrice che si occupa di studiare le farfalle; nel frattempo, Kyle è impegnato a creare una torta di compleanno per una persona di cui non vuole parlare e Strawberry scopre casualmente che si tratta proprio di Rei. Ryan le spiega che Rei e Kyle stavano insieme, ma lui ha dovuto lasciarla per seguire il Progetto Mew e da allora, tutti gli anni, prepara una torta per il suo compleanno, ma senza mai consegnargliela. Le ragazze convincono Kyle a portare la torta a Rei; una volta arrivate, scoprono che Pie e Tart hanno preso di mira Rei e hanno usato la sua forza vitale e una delle sue farfalle per creare un Chimero con cui attaccano le Mew Mew. Le ragazze risolvono la situazione e Kyle e Rei si chiariscono: con immenso stupore, i due si lasciano definitivamente, comprendendo di non poter rinunciare alle proprie ricerche in nome della loro relazione, ma ringraziandosi reciprocamente e di cuore per le sensazioni condivise assieme. |                   |                |
| 15 | Mash alla riscossa! 「小さな勇者、マシャ 命がけの友情」 - Chīsana yūsha, Masha inochigake no yūjō – "Piccolo coraggioso, Masha: amicizia a costo della vita" | 13 luglio 2002    | 2 aprile 2004  |
| 15 | Le ragazze discutono sul fatto che Mash non si fa mai valere durante i combattimenti contro gli alieni e il piccolo robot ci rimane molto male. Mash, deciso a dimostrare di non essere affatto inutile, cerca di aiutare le Mew Mew a combattere un Chimero di Tart e come risultato finisce risucchiato nella dimensione degli alieni. Pie decide di analizzarlo per scoprire se custodisca qualche segreto sulle Mew Mew e lo sottopone a terribili test; il robottino riesce ad inviare un segnale di emergenza che permette a Ryan e Kyle di localizzare il punto di accesso alla dimensione degli alieni. Le Mew Mew comprendono di aver ferito i sentimenti di Mash e corrono a salvare il loro amico, ma vengono intrappolate dagli alieni; Mash riesce a liberarle e Mew Berry è così commossa dal coraggio del piccolo robottino da ottenere un nuovo potere, grazie al quale le Mew Mew sconfiggono gli alieni ancora una volta. |                   |                |
| 16 | Primo tenero amore 「れたすの恋、一途な思いは図書館で」 - Retasu no koi, ichizuna omoi wa toshokan de – "L'amore di Lettuce, il sentimento sincero è presso la biblioteca" | 20 luglio 2002    | 5 aprile 2004  |
| 16 | Lory, in biblioteca, fa la conoscenza di un ragazzo di nome Rory (Norihiro) e se ne innamora. Dopo che lui le ha regalato un libro di fotografie, Lory decide di dichiararsi, ma Pie attacca la biblioteca con dei Chimeri per ottenere più informazioni sugli esseri umani. Rory corre subito a proteggere la bibliotecaria Satsuki e Lory capisce che in realtà i due sono fidanzati. Sconfitti i Chimeri, Rory regala alla sua fidanzata un anello di fidanzamento e Lory ammette che il suo primo amore è finito ancor prima di cominciare. |                   |                |
| 17 | Un cavaliere all'orizzonte 「蒼の騎士！ おまえは俺が守る！！」 - Aoi no Kishi! Omae wa ore ga mamoru!! – "Il Cavaliere Blu! Tu sei ciò che io proteggerò!!" | 27 luglio 2002    | 7 aprile 2004  |
| 17 | È arrivata l'estate e Mark propone a Strawberry di andare in gita assieme. La ragazza accetta, ma il giorno dell'appuntamento prende l'influenza. Ryan e Kyle, intanto, scoprono che gli alieni sono gli abitanti originali della Terra e che la loro civiltà risale a ben prima della comparsa della razza umana, ma dovettero abbandonare il pianeta a causa dei cambiamenti climatici e migrarono su un altro mondo il cui ambiente ostile sta tuttavia mettendo a dura prova la sopravvivenza della loro specie. Il loro obiettivo è perciò tornare sulla Terra dopo averla liberata dagli umani, che loro considerano usurpatori. Gli alieni attaccano le Mew Mew: Pam e Mina devono vedersela con Pie, Lory e Paddy combattono contro Tart e Strawberry affronta Quiche, che si presenta a casa sua per portarla via. Strawberry è indebolita dall'influenza e non è in grado di difendersi, ma interviene in suo soccorso un misterioso uomo con l'aspetto simile a quello di un alieno, il Cavaliere Blu. |                   |                |
| 18 | Confusione di mezza estate 「真夏の恋！いちごのハートはゆらゆら」 - Manatsu no koi! Ichigo no hāto wa yurayura – "Amore di mezza estate! Il cuore di Ichigo è vacillante" | 3 agosto 2002     | 9 aprile 2004  |
| 18 | Il Cavaliere Blu affronta Quiche; sul posto intervengono anche le altre Mew Mew, che nel frattempo si sono sbarazzate dei Chimeri di Pie e Tart; i tre alieni cercano di dare battaglia, ma vengono sopraffatti e costretti a ritirarsi. Il Cavaliere Blu si congeda, ma prima assicura Mew Berry che la proteggerà sempre perché questo è il suo compito. Le ragazze cercano di capire chi possa essere: Paddy suggerisce che si tratti di Ryan, che è comparso subito dopo che il Cavaliere Blu se n'è andato ed inoltre gli somiglia molto, ma il ragazzo nega. Anche gli alieni si interrogano sul misterioso cavaliere e Quiche ipotizza possa trattarsi del loro capo, Profondo Blu, di cui nessuno ha mai visto il vero aspetto, scontrandosi però con lo scetticismo di Pie e Tart. Strawberry riesce finalmente ad avere il suo appuntamento con Mark e dopo aver parlato con lui, a fine giornata confessa alle altre di pensare che il Cavaliere Blu sia proprio Ryan. |                   |                |
| 19 | Un tuffo nella luce 「優しさの力、海の深くに願いよ届け」 - Yasashisa no chikara, umi no fukaku ni negai yo todoke – "Il potere della gentilezza, raggiungi desiderio il fondale del mare" | 10 agosto 2002    | 14 aprile 2004 |
| 19 | Ryan invita tutti a passare qualche giorno nella propria villa al mare. Mentre sono in spiaggia, le ragazze aiutano una bambina di nome Iruka, presa in giro da alcuni ragazzini perché non sa nuotare; Lory, altrettanto negata pur avendo il DNA fuso con quello di un animale marino, prende in simpatia la piccola e le propone di imparare assieme. Iruka le confida di essere già capace di nuotare, ma di aver paura dell'acqua perché tempo prima è stata travolta da un'onda mentre cercava di prendere una conchiglia su uno scoglio. Lory, per aiutarla a prendere coraggio, si tuffa dalla scogliera, ma per poco non annega. Iruka, ancora più spaventata di prima, decide di lasciar perdere; Lory si sente in colpa, ma Ryan la esorta a non arrendersi e ad avere più fiducia in se stessa. Intanto Pie e Tart attaccano la spiaggia con dei Chimeri acquatici; Iruka cerca di aiutare uno dei ragazzini che il giorno prima l'avevano presa in giro, finito in mare, e si tuffa per salvarlo, ma si trova a sua volta in pericolo. Mew Lory si getta in acqua per salvare i due bambini e viene in contatto con una luce misteriosa che la trasforma in una vera e propria sirena. Le Mew Mew sconfiggono i Chimeri, e Lory e Iruka, superata la propria paura per l'acqua, si concedono una nuotata in mare assieme. Ryan e Kyle sono soddisfatti dei progressi delle ragazze, ma si domandano cos'era la luce che ha permesso la trasformazione di Mew Lory. |                   |                |
| 20 | Piccola mamma 「母の記憶、お姉ちゃんは大変なのだ」 - Haha no kioku, onēchan wa taihen nano da – "Le memorie della mamma, la sorellona è in gran pericolo" | 17 agosto 2002    | 16 aprile 2004 |
| 20 | Paddy ha la febbre e crolla nel bel mezzo del lavoro al Caffè; non essendo in condizioni di andare a prendere la sorellina all'asilo, Strawberry, Lory e Mina decidono di andarci al posto suo. Qui le ragazze conoscono una maestra che racconta loro la storia di Paddy: la madre della ragazzina è deceduta a causa di una grave malattia qualche anno prima e il padre, un campione di arti marziali cinesi, è sempre lontano da casa. Paddy è così costretta ad occuparsi da sola di tutti i suoi fratellini e delle faccende domestiche; quella sera, Strawberry, Lory e Mina si presentano a casa di Paddy per darle una mano, ma Paddy, da sempre abituata a contare solo su se stessa, rifiuta di lasciarsi aiutare. Il giorno dopo, Paddy accompagna la sorellina all'asilo e la maestra, accorgendosi che sta ancora male, la porta a casa. Tart ruba la forza vitale della donna e crea un Chimero con cui attacca Paddy; nonostante la febbre, la ragazzina, furibonda, riesce a sconfiggere il mostro con l'aiuto delle altre Mew Mew, perdendo poi i sensi a causa dello sforzo; quando rinviene si ritrova a letto, accudita dalla maestra, e i suoi fratellini, preoccupati per lei, promettono di darle d'ora in poi una mano. Paddy, commossa e rendendosi conto di quanto senta la mancanza dei genitori, cede alla tristezza e piange tutto il proprio dolore tra le braccia della maestra. |                   |                |
| 21 | Litigi e amicizia 「心の火花、いちごとみんとのすれ違い」 - Kokoro no hibana, Ichigo to Minto no surechigai – "Scintille del cuore, la differenza tra Ichigo e Mint" | 24 agosto 2002    | 19 aprile 2004 |
| 21 | Strawberry e Mina litigano: la prima accusa Mina di essere una scansafatiche, mentre Mina ritiene che Strawberry sia superficiale. Ryan e Kyle, nel frattempo, scoprono una sostanza, chiamata Aqua Mew (Mew Aqua), dagli incredibili poteri che sarebbe responsabile della trasformazione di Lory in sirena. La prossima missione delle Mew Mew è individuare e recuperare il cristallo che genera la prodigiosa sostanza. La tensione tra Strawberry e Mina cresce, finché, dopo una lite particolarmente furibonda, Mina abbandona la squadra. Pam va a casa di Mina per parlarle. Mina, che ha perso fiducia in se stessa a causa di un incubo, si è convinta che il Progetto Mew sia solo un'inutile farsa; per tutta risposta, Pam attacca Nikki, il cagnolino di Mina, e quest'ultima rischia la vita per proteggerlo. Pam spiega che ciò che Mina ha appena fatto è precisamente ciò che dà senso alla missione delle Mew Mew e Mina, comprendendo il proprio errore, corre dalle compagne in tempo per aiutarle a fronteggiare l'ennesimo attacco degli alieni, che hanno trovato un cristallo di Aqua Mew e l'hanno usato per generare un potentissimo Chimero. Le ragazze sconfiggono il mostro, ma il frammento di Aqua Mew va in pezzi: non era infatti il cristallo originale e gli alieni sono determinati a rintracciarlo prima delle Mew Mew. Strawberry e Mina fanno finalmente pace; Pam sente le ragazze ridere assieme e ringrazia Nikki, con il quale era d'accordo sin dall'inizio, per la sua ottima recitazione. |                   |                |
| 22 | Emergenza compiti 「夏よさらば、いちごの一番長い日」 - Natsu yo saraba, Ichigo no ichiban nagai hi – "Arrivederci estate, la giornata più lunga per Ichigo" | 31 agosto 2002    | 21 aprile 2004 |
| 22 | È l'ultimo giorno delle vacanze estive e Strawberry deve ancora fare tutti i compiti delle vacanze, ma Mark la invita a uscire e lei non rifiuta. Durante l'appuntamento, per un'incomprensione telefonica, Strawberry corre al Café, pensando che le altre siano state attaccate dagli alieni, ma in realtà si è semplicemente rotto un tubo dell'acqua. Tart, dopo aver perso alla morra cinese con Pie e Quiche, infesta la città con dei Chimeri cicale, costringendo le Mew Mew a passare tutta la giornata a dare la caccia ai Chimeri, negando a Strawberry ogni possibilità di fare i compiti delle vacanze. |                   |                |
| 23 | Giovani ammiratrici 「恋は突然！乙女のハートをうけとめて」 - Koi wa totsuzen! Otome no hāto wo uketomete – "L'amore all'improvviso! Accettate il cuore delle fanciulle" | 7 settembre 2002  | 23 aprile 2004 |
| 23 | Mimi Honjo (Miwa) e Megan Yanagida (Moe), le amiche del cuore di Strawberry, si prendono una cotta rispettivamente per Kyle e Ryan. Strawberry è preoccupata, ma dopo essersi confidata con Mark decide di non intervenire e lasciare che le cose seguano il loro corso. Gli alieni, intanto, individuano un nuovo cristallo di Aqua Mew e Quiche, nonostante le perplessità di Pie e Tart, è ben deciso a tenere segreta l'esistenza della sostanza a Profondo Blu. Mimi e Megan si presentano al Caffè con dei regali per Kyle e Ryan, ma i due ragazzi, che hanno localizzato il cristallo e vogliono recuperarlo prima che ci riescano gli alieni, le congedano in tutta fretta, lasciandole deluse. Al parco, Strawberry cerca di confortare le due amiche e si imbatte in Kyle e Ryan, intenti a cercare il cristallo; fa la sua comparsa anche Quiche, che attacca il gruppo con dei Chimeri uccello. Le Mew Mew sconfiggono il mostro, ma scoprono anche che l'Aqua Mew non si trova lì. Risolto il problema, Kyle e Ryan ringraziano Mimi e Megan per i regali e le ragazze, felici pur sapendo di non essere corrisposte, decidono di mettere in piedi un fan club in onore dei due giovani. |                   |                |
| 24 | Il gioiello conteso 「不思議な宝石、輝きはあなたの中に」 - Fushigina hōseki, kagayaki wa anata no naka ni – "Il gioiello misterioso, lo splendore è dentro di te" | 14 settembre 2002 | 26 aprile 2004 |
| 24 | L'assistente di Pam è a letto con l'influenza e Pam, che deve partecipare ad una sfilata di gioielli, sceglie come sostituta Strawberry. La ragazza, in questo modo, fa amicizia con Tsukiko Yamada, un'addetta sensibile e modesta, che vorrebbe consigliare a Pam di sfilare con un gioiello chiamato Pietra Arcobaleno. Strawberry le consiglia di parlarne direttamente con Pam, che però tratta molto freddamente Tsukiko. Quest'ultima ci rimane male, ma poi comprende che Pam si è comportata così per spronarla e decide di portare comunque la Pietra Arcobaleno alla sfilata; il gioiello, tuttavia, potrebbe essere un frammento di Aqua Mew e Pie, Tart e Quiche si presentano per impossessarsene. Le Mew Mew danno battaglia e riescono ad avere la meglio grazie al provvidenziale intervento del misterioso Cavaliere Blu. La Pietra Arcobaleno, alla fine, si rivela essere una gemma qualsiasi, ma Pam, riconoscendo in essa un valore e una bellezza che solo una donna può comprendere, permette a Tsukiko di sfilare indossando il gioiello. |                   |                |
| 25 | Il bozzolo del pericolo 「恋のハードル、いちごの恋は障害だらけ」 - Koi no hādoru, Ichigo no koi wa shōgai darake – "La transenna dell'amore, l'amore di Ichigo è pieno di ostacoli" | 21 settembre 2002 | 28 aprile 2004 |
| 25 | Ryan e Kyle scoprono che il cristallo originale di Aqua Mew, battezzato Aqua Cristallo, potrebbe trovarsi in una delle sacche di argilla nel sottosuolo di Tokyo; anche gli alieni sono arrivati alla stessa conclusione e stanno scavando enormi voragini in tutta la città utilizzando dei Chimeri talpa per trovare il prezioso cristallo. Quiche decide di creare un diversivo per distrarre le Mew Mew e crea sulla Tokyo Tower un bozzolo che si schiuderà entro pochi giorni, liberando un'immensa falena velenosa le cui tossine spazzeranno via l'intera popolazione. Pie e Tart sospettano che Quiche nasconda qualcosa, ma decidono di lasciargli comunque le redini dell'operazione. Mark invita Strawberry ad uscire e la ragazza accetta, grazie anche a Ryan che concede a lei e alle altre un pomeriggio di pausa dalle ricerche dell'Aqua Cristallo. Kyle individua il bozzolo grazie a Mash e avvisa le Mew Mew, che si precipitano sul posto. |                   |                |
| 26 | La luce della vittoria 「時よ止まれ！胸にあふれる愛しい気持ち」 - Toki yo tomare! Mune ni afureru itoshī kimochi – "Tempo fermati! Nel petto abbondano cari sentimenti" | 28 settembre 2002 | 30 aprile 2004 |
| 26 | Il bozzolo sulla torre di Tokyo è una minaccia per la città. La squadra accorre sul posto e trova Quiche, mentre Pie e Tart sono impegnati a seguire i Chimeri scavatori nel sottosuolo. Il bozzolo si rompe e ne esce il Chimero falena, che mette in grave difficoltà le Mew Mew, ma interviene il Cavaliere Blu; Mew Berry, in seguito alla grande emozione, reagisce all'Aqua Cristallo e la richiama verso di sé dal sottosuolo. In realtà, era proprio questo il piano di Quiche: l'alieno cerca di prendere il cristallo, ma viene respinto dalla sua luce, mentre Mew Berry riesce a catturarlo e spargere il suo potere sulla città grazie ad un manufatto antico trovato da Ryan e Kyle in uno scavo archeologico sulle rovine di un insediamento alieno. Il "Fiocco di Gocce" ("Ribbon Aqua Drops") di Mew Berry polverizza il Chimero falena e purifica l'aria dai gas inquietanti, salvando la città. Quiche ne approfitta per aprire un portale e far arrivare alcune gocce di Aqua Mew fino a Profondo blu; Pie e Tart erano all'oscuro del piano e si trovano ad assistere ad un parziale risveglio del loro capo, che ora ha acquistato una forma umanoide. Strawberry è in enorme ritardo per l'appuntamento con Mark, ma, spronata dalle compagne, decide lo stesso di correre da lui. |                   |                |
| 27 | Sogni e segreti 「あなたが好き、青山くん衝撃の告白！」 - Anata ga suki, Aoyama-kun shōgeki no kokuhaku! – "Ti amo, la scioccante confessione di Aoyama!" | 5 ottobre 2002    | 3 maggio 2004  |
| 27 | Mark ha aspettato Strawberry sotto la pioggia fino a tardi e quando lei lo raggiunge, i due si abbracciano e si dichiarano il proprio amore a vicenda. Nel frattempo, Quiche chiede a Profondo Blu il permesso di risvegliare i suoi poteri portandogli altra Aqua Mew; il capo alieno acconsente. Il giorno dopo, Strawberry porta Mark al Caffè per fargli assaggiare i loro dolci, ma Quiche, Pie e Tart attaccano il locale in cerca dello scettro contenente l'Aqua Mew utilizzato da Mew Berry nella battaglia alla Tokyo Tower; per proteggere Mark e nascondergli l'identità delle ragazze, Ryan lo addormenta con un sonnifero. Quiche riesce ad impadronirsi dello scettro, ma si accorge che il cristallo ha già esaurito tutto il proprio potere: l'Aqua Mew, infatti, non genera energia, ma la accumula nel corso del tempo. Furiosi, gli alieni battono in ritirata e Kyle e Ryan decidono di riprendere le ricerche per trovare un altro Aqua Cristallo. A fine battaglia, Strawberry porta Mark, ancora addormentato, lontano dal Caffè, e lo bacia, ma si trasforma in un gatto. |                   |                |
| 28 | Il bacio del gatto 「ネコパニック、秘密のカギは乙女のくちびる」 - Neko panikku, himitsu no kagi wa otome no kuchibiru – "Panico da gatto, la chiave del segreto è il bacio di una fanciulla" | 12 ottobre 2002   | 5 maggio 2004  |
| 28 | Strawberry si è trasformata in un gatto per aver baciato Mark, e Ryan e Kyle concludono che ciò si è verificato perché l'utilizzo dell'Aqua Mew ha destabilizzato il codice genetico della ragazza. Strawberry, intanto, è alle prese con gli inconvenienti della trasformazione: prima si ritrova ad avere a che fare con dei bambini dispettosi, poi con un micione dongiovanni, finché viene trovata per caso proprio da Mark. Il ragazzo, ignaro, porta Strawberry a casa propria e si occupa di lei. Durante la notte, Strawberry viene "baciata" dal cane di Mark e si ritrasforma in essere umano, salvo poi ritornare un gatto nel momento in cui l'animale la "bacia" nuovamente; la ragazza capisce così che sono i baci a causare la trasformazione. Sconvolta, Strawberry fugge da casa di Mark e si imbatte nel micione dongiovanni, ma viene salvata da un gatto grigio di nome Art. Nel trambusto, Strawberry perde i sensi e quando rinviene, scopre di essere tornata umana e Ryan è accanto a lei. Mentre Kyle mette al corrente le altre Mew Mew dell'accaduto, Ryan spiega a Strawberry che le sue trasformazioni sono causate dall'Aqua Mew e si verificheranno ogni volta che la ragazza proverà una forte emozione come quella conseguente ad un bacio: solo quando gli alieni saranno stati respinti definitivamente e il Progetto Mew sarà stato portato a compimento le modifiche genetiche subite dalle ragazze spariranno. |                   |                |
| 29 | Al cuore non si comanda 「禁断の恋？ネコの言葉がわかるニャン」 - Kindan no koi? Neko no kotoba ga wakaru nyan – "Un amore proibito? Le parole dei gatti si fanno chiare nyan" | 19 ottobre 2002   | 7 maggio 2004  |
| 29 | Strawberry, che grazie al proprio DNA felino è in grado di comunicare con i gatti, conosce un randagio di nome Asano che le chiede aiuto per trovare Jacqueline, una micetta di razza siamese di cui è innamorato. Asano andava a trovarla tutti i giorni alla villa in cui abitava, ma Jacqueline si è trasferita in un condominio assieme ai suoi padroni e Asano vorrebbe rivederla almeno un'ultima volta. Le ragazze si mettono alla ricerca di Jacqueline e scoprono che la gattina parteciperà ad una mostra per felini di razza nella quale verrà scelto un compagno per lei; Strawberry, aiutata dalle amiche, traveste Asano in modo che venga ammesso alla mostra. Asano riesce a trovare Jacqueline, ma la micetta, seppur felice di vederlo, gli spiega di non poter abbandonare il proprio padrone, rimasto solo dopo la morte della moglie. Più tardi, viene scelto un partner per Jacqueline, ma il gatto viene attaccato da un parassita alieno e si trasforma in Chimero; le Mew Mew, aiutate da Asano, sconfiggono il mostro. Tornata la calma, il padrone di Jacqueline riconosce il coraggio di Asano e lo prende con sé; Asano e Jacqueline possono così finalmente stare insieme. |                   |                |
| 30 | La sfera di cristallo 「素直になって、水晶玉に秘めた片思い」 - Sunao ni natte, suishōdama ni himeta kataomoi – "Sii sincera, il sentimento inespresso nascosto nella sfera di cristallo" | 26 ottobre 2002   | 10 maggio 2004 |
| 30 | Strawberry è preoccupata perché da qualche giorno Mark sembra distante; Mimi e Megan le consigliano di rivolgersi a Mariko, una loro compagna di scuola in grado di predire il futuro grazie ad una sfera di cristallo. Mariko rassicura Strawberry: la sua storia con Mark andrà avanti, ma le consiglia anche di essere più aperta e sincera riguardo ai propri sentimenti. Il giorno dopo, Strawberry cerca Mariko per ringraziarla e scopre per caso che la giovane indovina è segretamente innamorata di Sunsuke, un amico di infanzia, che tuttavia sembra essere infatuato di un'altra ragazza. Strawberry la incoraggia a dichiararsi; le due ragazze si recano al parco, dove si trova anche Sunsuke, al quale Mariko ha predetto che avrà modo di incontrare la ragazza di cui è innamorato proprio in quel luogo. Qui, Strawberry e Mariko vengono attaccate da Quiche, intenzionato a rubare la sfera di Mariko, in quanto potrebbe essere costituita da Aqua Mew; Sunsuke interviene per proteggere Mariko e Quiche usa la forza vitale del ragazzo per creare un Chimero. Strawberry si trasforma e affronta il mostro, mentre le altre Mew Mew tentano di impedire a Quiche di prendere la sfera. Grazie all'aiuto del Cavaliere Blu, le paladine eliminano la minaccia, ma nel trambusto la sfera finisce in mille pezzi, rivelandosi un oggetto qualunque; Quiche, furioso, taglia la corda. Tornata la calma, Sunsuke rivela a Mariko che è proprio lei la persona di cui è innamorato e i due ragazzi si dichiarano finalmente i propri sentimenti. Nei giorni seguenti, si scopre che Mariko, non avendo più la sfera, ha smesso di predire il futuro e che i suoi oracoli erano tutti inventati, ma faceva tutto questo a fin di bene, per aiutare altre ragazze insicure come lei ad avere fiducia in se stesse. Strawberry comprende così la lezione che Mariko ha voluto insegnarle: la sua storia con Mark dipende unicamente dalla sua volontà e dalla forza dei suoi sentimenti. |                   |                |
| 31 | Un papà geloso 「父の背中、いちごをかけた一本勝負！」 - Chichi no senaka, Ichigo wo kaketa ippon shōbu! – "Il passato del papà, la partita giocata per Ichigo!" | 2 novembre 2002   | 12 maggio 2004 |
| 31 | Shintaro, il padre di Strawberry, scopre che la figlia esce con Mark; l'uomo, in preda alla gelosia e nonostante i tentativi del resto della famiglia di farlo ragionare, impone al giovane di stare alla larga da Strawberry. Mark tenta di convincerlo della sincerità del sentimento che lo lega alla figlia e Shintaro decide di metterlo alla prova sfidandolo ad un incontro di kendō: se vincerà, Mark avrà il permesso di continuare a frequentare Strawberry. La ragazza è preoccupata, ma la madre, Sakura, le racconta che a lei e Shintaro accadde la stessa cosa: il padre di Sakura non voleva che Shintaro uscisse con lei e lo sfidò ad un incontro di kendō; Shintaro non era per nulla abile, ma non si diede per vinto, tanto che alla fine il suocero riconobbe il suo valore e gli permise di continuare la sua storia con Sakura. Strawberry comprende che il padre è tanto geloso perché tiene molto a lei e corre alla palestra, dove Mark e Shintaro sono nel bel mezzo del duello; Mark è in netto vantaggio, ma Shintaro non si arrende e Mark non è da meno. Strawberry, allora, decide di sfidare lei stessa il padre. Shintaro, colpito, ricorda che Sakura fece lo stesso per lui, così, riconoscendo che il legame tra i due ragazzi è altrettanto intenso e sincero, concede a Strawberry e Mark il permesso di stare insieme. |                   |                |
| 32 | Una questione di classe 「お嬢さま対決、お金じゃ買えない正義の味方」 - Ojōsama taiketsu, okane ja kaenai seigi no mikata – "La lotta delle signorine, l'alleato della giustizia non può essere comprato con i soldi" | 9 novembre 2002   | 14 maggio 2004 |
| 32 | Mina invita le sue amiche a un party di alta classe che si terrà nella sua villa. Alla festa, Strawberry e le altre conoscono Kanna Saionji, una ragazza dell'alta società che si proclama più volte la rivale di Mina per quanto riguarda chi abbia più classe. Al party compare anche Quiche, convinto che in una scatoletta fatta portare da Mina appositamente per quest'evento si nasconda dell'Aqua Mew. Dopo aver sventato il pericolo, Kanna pretende che le Mew Mew lavorino esclusivamente per lei, ma Mina le fa capire che le persone non si possono comprare; Kanna, così, si rende conto di sentirsi profondamente vuota e che la sua cosiddetta gara con Mina non era in fondo altro che un maldestro tentativo di attirare la sua attenzione e fare amicizia. Tornata la calma, Mina offre alle sue amiche il contenuto della misteriosa scatoletta, che si rivela essere un pregiato tè indiano, e ne offre una tazza anche a Kanna, che si aggrega al gruppetto. Arrivato il momento di andarsene, Kanna si congeda con la consueta antipatia, ma le ragazze, intuendo che sotto la scorza è in realtà una persona molto fragile e sensibile, la salutano con sincero affetto e le promettono di rivedersi presto per passare un'altra giornata assieme. |                   |                |
| 33 | Un fidanzato per Paddy 「婚約者現わる 歩鈴、宿命の結婚？！」 - Konyakusha arawaru Purin, shukumei no kekkon?! – "Appare un fidanzato. Pudding, il matrimonio del destino?!" | 16 novembre 2002  | 17 maggio 2004 |
| 33 | Le ragazze conoscono Yuebin, un giovanotto cinese esperto di arti marziali che le aiuta a sconfiggere un Chimero di Tart. Yuebin è un allievo del padre di Paddy ed è giunto dalla Cina dietro richiesta di quest'ultimo con un annuncio: ha ottenuto il permesso di sposare Paddy e di ereditare la scuola di arti marziali della famiglia della ragazzina. Paddy, naturalmente, rifiuta senza mezzi termini la bizzarra proposta e Yuebin, per tutta risposta, si installa a casa sua finché lei non cambierà idea. Tart, intanto, medita vendetta contro Yuebin e coglie l'occasione quando Quiche gli chiede di accompagnarlo a recuperare un possibile cristallo di Aqua Mew in uno stadio. Yuebin rovina accidentalmente un album di foto di Paddy, l'unico ricordo della madre della ragazzina, facendola infuriare, ma la discussione è interrotta dall'attacco di Quiche e Tart. Quest'ultimo cattura Paddy, ma le Mew Mew riescono a liberarla e a risolvere la situazione grazie all'aiuto di Yuebin. Anche questa volta gli alieni non riescono a trovare nessun cristallo e sono costretti a battere in ritirata. Alla fine, Yuebin decide di tornare in Cina e continuare ad allenarsi; anche Paddy, pentita per averlo trattato male, riconosce il coraggio e la bontà d'animo del ragazzo e lo ringrazia per tutto quello che ha fatto per lei. |                   |                |
| 34 | Fidarsi è bene… 「一番大切な事、誰かを信じる気持ち」 - Ichiban taisetsuna koto, dareka wo shinjiru kimochi – "La cosa più importante, il sentimento di credere in qualcuno" | 23 novembre 2002  | 19 maggio 2004 |
| 34 | A una fiera di beneficenza, Lory vende alcuni pupazzi di pezza creati appositamente da lei e conosce Ayano, una creatrice di bambole, che le propone di lavorare insieme. Lory accetta e le due creano una bambola che verrà esposta alla prossima fiera. Ma alla fiera il gruppo delle Mew Mew ha una spiacevole sorpresa, in quanto la bambola di Lory viene fatta passare per una creazione solo di Ayano, che finge di non conoscerla. Sconfitto il Chimero di Quiche, Ayano spiega di essere ricorsa a questa tattica meschina perché aveva un calo di creatività, ma Lory la perdona, ammettendo che aveva intuito tutto fin dall'inizio. |                   |                |
| 35 | Il compleanno di Momoka 「泣かないで、ひとりぼっちの小さなざくろ」 - Nakanaide, hitoribocchi no chīsana Zakuro – "Non piangere, piccola Zakuro solitaria" | 30 novembre 2002  | 21 maggio 2004 |
| 35 | Strawberry consegna una torta per il compleanno di Momoka, una bambina che ammira moltissimo Pam. Quella sera, Pam vede la bambina cenare tutta sola al ristorante perché i suoi genitori sono bloccati in ufficio per il troppo lavoro e decide di cenare con lei, tenendole compagnia. Qualche giorno dopo, le Mew Mew sono in un parco alla ricerca dell'Aqua Cristallo e Pam vede Momoka, scappata via dal resto della classe perché i suoi genitori non sono potuti venire al pic-nic organizzato dalla scuola, nelle mani di Quiche, che vuole il medaglione della bambina, convinto che al suo interno ci sia l'Aqua Mew. Pam salva Momoka e la fa pagare a Quiche, che se ne va. |                   |                |
| 36 | Il passato di Ryan 「白金の過去、ミュウミュウ誕生の秘密！！」 - Shirogane no kako, Myū Myū tanjō no himitsu!! – "Il passato di Shirogane, il segreto sulla nascita delle Mew Mew!!" | 7 dicembre 2002   | 24 maggio 2004 |
| 36 | Strawberry si trova di nuovo alle prese con le sue trasformazioni in gatto, ma viene tirata fuori dai guai ancora una volta da Art, che si rivela essere nient'altri che Ryan. Kyle, allora, racconta a Strawberry la sua storia: cinque anni prima, Ryan viveva negli Stati Uniti con i genitori ed era un bambino straordinariamente intelligente, anche se solitario ed emarginato proprio a causa della sua precocità. Il padre di Ryan, il professor Shirogane, era un archeologo e fu lui a scoprire i resti della civiltà aliena e a dare vita al Progetto Mew; a causa di ciò, i genitori di Ryan finirono nel mirino degli alieni e vennero eliminati da un Chimero. Ryan, allora, decise di tornare in Giappone e di portare avanti il Progetto Mew con l'aiuto di Kyle, all'epoca assistente del professore. Ryan decise di sperimentare su se stesso i risultati del progetto iniettandosi il DNA del gatto di Iriomote, ma, non avendo un codice genetico adatto, l'operazione gli conferì unicamente l'abilità di trasformarsi a proprio piacimento in un gatto (Art, appunto) per un tempo non superiore ai dieci minuti, superati i quali la trasformazione diviene irreversibile. Strawberry, commossa, comprende che Ryan l'ha fatto per il bene delle Mew Mew e decide di impegnarsi al massimo per aiutare l'amico a portare a termine il progetto. |                   |                |
| 37 | Lacrima lucente 「輝きの涙、二人きりのクリスマス」 - Kagayaki no namida, futari kiri no Kurisumasu – "Lacrima lucente, il Natale con solo noi due" | 14 dicembre 2002  | 26 maggio 2004 |
| 37 | Il Natale si avvicina e Strawberry non vede l'ora di passare le feste con Mark, ma è preoccupata e dispiaciuta perché gli sta nascondendo la sua seconda identità. Pam interviene per consigliarla e la accompagna a comprare un regalo per lui: un ciondolo con una pietra lucente, la "lacrima di Natale". Strawberry invita Mark per un appuntamento a Odaiba, dove è stato allestito un albero di Natale cittadino, ma il luogo viene attaccato da Quiche e la ragazza corre ad affrontarlo, rivelando con la propria energia la presenza di un cristallo di Aqua Mew proprio in cima all'albero di Natale. |                   |                |
| 38 | Il Natale dei segreti 「聖夜の奇跡、秘密の消えた夜」 - Seiya no kiseki, himitsu no kieta yoru – "Miracolo alla vigilia di Natale, la notte in cui scompaiono i segreti" | 21 dicembre 2002  | 28 maggio 2004 |
| 38 | L'Aqua Mew in cima all'albero di Natale è l'originale Aqua Cristallo e le Mew Mew devono fronteggiare Quiche, Pie e Tart; gli alieni, astutamente, sfruttano l'attacco immobilizzante di Mew Paddy per trasformare il cristallo in una vera e propria bomba la cui esplosione raderà al suolo ogni cosa nel raggio di centinaia di chilometri. Le Mew Mew uniscono i propri poteri per contenere la deflagrazione e, grazie anche all'aiuto del Cavaliere Blu che tiene impegnati gli alieni, le paladine riescono a salvare la città. Profondo Blu riesce ad assorbire alcune gocce di Aqua Mew, diventando ancora più potente; il capo alieno ordina a Pie e Tart di recuperare gli altri frammenti del cristallo e di abbandonare Quiche, rimasto ferito in seguito allo scontro con il Cavaliere Blu e quindi non più utile alla causa. Mark è colpito da uno dei frammenti dell'Aqua Cristallo e viene ricoverato in ospedale; Strawberry gli resta accanto mentre le altre Mew Mew recuperano i pezzi mancanti. Fortunatamente, il ragazzo si riprende e Strawberry, resasi conto di essere stata vicinissima a perderlo, gli confessa di essere una Mew Mew. Con sua sorpresa, Mark le rivela di saperlo già da tempo, ma le assicura di non dirlo a nessuno e, come prova di fiducia, racconta alla ragazza il proprio segreto, ossia che fu adottato quando era bambino. Strawberry e Mark, più uniti ed innamorati che mai, si promettono eterna fedeltà sotto l'albero di Natale. |                   |                |
| 39 | I sogni rubati 「盗まれた夢ラベンダーの甘い罠」 - Nusumareta yume rabendā no amai wana – "Sogni rubati - la dolce trappola della lavanda" | 28 dicembre 2002  | 31 maggio 2004 |
| 39 | Pie mette a punto un Chimero in grado di rubare i sogni con il quale sbarazzarsi definitivamente delle Mew Mew. La prima ad essere colpita è Strawberry: il Chimero si impossessa del sogno della ragazza, che cade addormentata, e lo usa per creare una dimensione in cui intrappola le altre Mew Mew. Pie e Tart, a questo punto, si apprestano ad eliminare Strawberry, ma vengono fermati da Quiche, che interviene nonostante sia ancora ferito: l'alieno considera Strawberry responsabile di tutti i suoi fallimenti e ritiene perciò di dover essere lui a doverla eliminare. Quiche riesce a svegliare la ragazza, creando un varco dimensionale che permette alle altre Mew Mew di tornare nel mondo reale. Pie e Tart, trovandosi in netta inferiorità numerica, sono costretti a scappare e portano con loro anche Quiche, svenuto a causa dello sforzo; Strawberry, però, si rende conto che Quiche è ormai perdutamente innamorato di lei e, nonostante tutto, non può fare a meno di essere preoccupata per lui. |                   |                |
| 40 | Pericolo allo stadio 「二人は友達？歩鈴、危機一髪！！」 - Futari wa tomodachi? Purin, kiki ippatsu!! – "I due sono amici? Pudding, situazione critica!!" | 4 gennaio 2003    | 2 giugno 2004  |
| 40 | Paddy è allo stadio per assistere ad uno spettacolo di acrobati, ma si trova ad avere a che fare con Tart, che sta cercando di far sprofondare la struttura utilizzando un Chimero. Tart cerca di aizzare il Chimero contro Paddy, ma non riesce a controllare il mostro, che fa crollare la voragine sotterranea in cui si trovano: Paddy e Tart sopravvivono, ma rimangono intrappolati. Ryan e Kyle rilevano la presenza del Chimero e mandano immediatamente le altre Mew Mew allo stadio: le ragazze sconfiggono il mostro senza difficoltà e usano i loro poteri per sorreggere lo stadio mentre Ryan e Kyle evacuano le persone all'interno. Le Mew Mew riescono nell'impresa grazie all'inaspettato aiuto di Tart, che riesce anche a portare in salvo Paddy. Tart sostiene di averlo fatto solo perché ne aveva voglia, ma Paddy capisce che il piccolo alieno si è ormai affezionato a lei e lo ringrazia da amica. |                   |                |
| 41 | Chimero inquinante 「幸せを運ぶ風、一途な祈り」 - Shiawase wo hakobu kaze, ichizuna inori – "Il vento che porta felicità, una sincera preghiera" | 11 gennaio 2003   | 4 giugno 2004  |
| 41 | Gli alieni piazzano un gran numero di Chimeri nella baia di Tokyo e Ryan e Kyle avvertono le Mew Mew che ciò significa che la guerra si sta inasprendo sempre di più; le ragazze, però, ormai si sono rese conto che anche gli alieni hanno dei sentimenti, proprio come gli esseri umani, e vorrebbero trovare una soluzione pacifica al conflitto. Le Mew Mew, Ryan e Kyle si recano alla baia e vengono attaccati da un branco di Chimeri pesce, scoprendo tuttavia che si tratta solo di un diversivo: questi sono infatti solo un'esca per distrarre le Mew Mew e permettere al vero nemico, un enorme Chimero inquinante, di svilupparsi completamente e inquinare irrimediabilmente la baia. Durante lo scontro con il Chimero principale, Ryan finisce in acqua e Mew Lory si tuffa per salvarlo; Pie cerca di fermarla, ma la ragazza si trasforma un'altra volta in sirena grazie al potere di un frammento di Aqua Mew che Ryan porta con sé e riesce a salvare il giovane. Le altre Mew Mew si sbarazzano dei Chimeri pesce e riescono a distruggere il Chimero inquinante grazie alla luce emanata da Mew Lory, che indebolisce il mostro; la baia è salva e gli alieni sono costretti a battere in ritirata un'altra volta. |                   |                |
| 42 | Il dilemma di Pam 「ざくろの迷い、四人になったミュウミュウ」 - Zakuro no mayoi, yonnin ni natta Myū Myū – "Il dilemma di Zakuro, le Mew Mew diventate quattro" | 18 gennaio 2003   | 7 giugno 2004  |
| 42 | Pam riceve un'offerta di lavoro dagli Stati Uniti ed è indecisa se accettare o meno. Le altre ragazze reagiscono male alla notizia, soprattutto Mina, e Pam, delusa dall'immaturità delle compagne, conclude che il suo posto non è più con le Mew Mew. Gli alieni, intanto, localizzano un Aqua Cristallo in un punto imprecisato della baia di Tokyo. Profondo Blu ordina loro di recuperarlo, ma Quiche si rende conto che il capo alieno è più interessato ai poteri del cristallo che al bene della loro specie e rifiuta di prendere parte alla missione, lasciando tutto nelle mani di Pie e Tart. Anche Ryan e Kyle trovano l'Aqua Cristallo e mandano le Mew Mew sul posto; Pam, approfittando di un momento di calma, legge una lettera scrittale dai genitori dall'America e l'emozione provata dalla ragazza le permette di rilevare la vicinanza del cristallo. Pie e Tart, attirati dal segnale, arrivano sul posto e anche le altre Mew Mew intervengono, ma Pam non è intenzionata a combattere e lascia le amiche a loro stesse; le Mew Mew riescono comunque a mettere in fuga gli alieni, ma Pam, dopo aver osservato la lotta senza fare nulla, decide di abbandonare la squadra. Le ragazze vanno da lei per parlarle e convincerla a ripensarci, ma la trovano insieme a Quiche. |                   |                |
| 43 | Amica o nemica? 「敵か味方か？戦ってお姉さま！！」 - Teki ka mikata ka? Tatakatte onēsama!! – "Nemica o alleata? Combatti sorella maggiore!!" | 25 gennaio 2003   | 9 giugno 2004  |
| 43 | Quiche svela alle Mew Mew i piani di Profondo Blu, dopodiché fugge con Pam alla baia. Ryan e Kyle, intanto, scoprono che l'Aqua Cristallo sembra essere trasportata da un cigno della baia. Mina, che è in grado di comunicare con gli uccelli, parla con il cigno, che le spiega gli uccelli hanno portato fin lì il cristallo proprio per affidarlo alle Mew Mew e proteggerlo dagli alieni. Mina, ancora sconvolta dall'abbandono di Pam, non ne ha il coraggio; il cigno, allora, assorbe dentro di sé l'Aqua Cristallo e se ne va. Mina, a quel punto, capisce di essere stata egoista a lasciarsi accecare dalla propria ammirazione per Pam e decide d'ora in avanti di impegnarsi al massimo per proteggere il pianeta. Strawberry capisce che era proprio questo l'obbiettivo di Pam: fingendo di abbandonare la squadra, la ragazza sperava di spronare le compagne a diventare più mature e determinate. Mina incontra Pam, che conferma la teoria di Strawberry: Mina, decisa a dimostrarle di essere cambiata, la sfida e le due ragazze si scontrano duramente. Il duello viene interrotto dall'arrivo di Strawberry, Lory e Paddy, che cercano di farle ragionare, e da Pie e Tart, decisi a catturare il cigno che custodisce l'Aqua Cristallo. Mina rischia la vita per salvare il cigno e il suo coraggio richiama l'Aqua Cristallo, che viene catturata da Strawberry e usata per purificare il pianeta. Tornata la calma, il cigno ringrazia Mina, e Pam si scusa con le compagne per come si è comportata, dando loro le dovute spiegazioni: non ha mai avuto intenzione di accettare il lavoro negli Stati Uniti, ma era rimasta delusa dal fatto che le amiche avessero creduto che volesse andarsene senza prima parlarne con lei e ha finto di voler lasciare la squadra solo per dare loro una lezione; quanto al suo rapporto con Quiche, Pam si era accorta che l'alieno stava vivendo un momento di difficoltà simile al suo e voleva capire quali sono i suoi veri sentimenti verso la guerra contro gli umani. Le cinque ragazze fanno così pace e si preparano a portare avanti la loro missione, ora unite più che mai. |                   |                |
| 44 | Giungla in città 「森になった街！いちごの笑顔を守るもの」 - Mori ni natta machi! Ichigo no egao wo mamoru mono – "La città diventata una giungla! Ciò che protegge il sorriso di Ichigo" | 1º febbraio 2003  | 11 giugno 2004 |
| 44 | Ryan e Kyle scoprono che l'Aqua Mew è stata creata dagli alieni, ma non sanno a quale scopo: inoltre, tutti i frammenti trovati finora, incluse le varie Aque Cristallo, non sarebbero altro che schegge di un unico, immenso cristallo dal potere incomparabile. Un improvviso campo energetico, provocato da quel che pare essere proprio il cristallo originario, inizia a diffondersi in città, provocando la crescita ad incredibile velocità di decine e decine di alberi che trasformano una parte di Tokyo in una vera e propria giungla. Le Mew Mew indagano e trovano un'enorme Aqua Cristallo all'interno di un albero, ma devono affrontare Pie e Tart. Gli alieni usano il cristallo per generare un Chimero albero che produce così tanto ossigeno da rendere l'aria tossica e mettere in seria difficoltà le ragazze; per fortuna, intervengono sia il Cavaliere Blu che Ryan, rivelandosi quindi due persone distinte, e le paladine riescono ad avere la meglio, ma l'Aqua Cristallo finisce distrutta, rivelandosi quindi non essere il cristallo originario. Le Mew Mew, Ryan e Kyle sono preoccupati perché ciò significa che la proliferazione incontrollata della vegetazione potrà verificarsi di nuovo da un momento all'altro con conseguenze imprevedibili, ma Strawberry è turbata anche dal fatto di non sapere chi si nasconde dietro l'identità del misterioso eroe. |                   |                |
| 45 | Il cavaliere smascherato 「解けた謎！蒼の騎士の真実」 - Toketa nazo! Aoi no Kishi no shinjitsu – "L'enigma svelato! La verità sul Cavaliere Blu" | 8 febbraio 2003   | 14 giugno 2004 |
| 45 | Si avvicina san Valentino e Strawberry decide di fare dei cioccolatini per Mark, ma continua anche a chiedersi chi sia in realtà il Cavaliere Blu. Dopo molti, disastrosi tentativi, riesce finalmente a preparare dei cioccolatini, ma al momento di portarli a Mark viene avvicinata da Quiche, intenzionato a portarla via con sé: l'alieno le confessa di amarla e le promette un futuro lontano da guerre e combattimenti, ma la ragazza non ne vuole sapere e Quiche, allora, decide di eliminarla. Mark, preoccupato per il ritardo di Strawberry, corre a cercarla, riuscendo a trovarla, e, con sommo stupore sia di Strawberry che di Quiche, il ragazzo si trasforma nel Cavaliere Blu, rivelando quindi di essere proprio lui il misterioso paladino. Quiche e il Cavaliere Blu si affrontano, ma l'eroe non riesce a combattere con la consueta abilità a causa di una ferita al braccio e Strawberry riesce a trasformarsi in Mew Berry e a proteggerlo appena in tempo. Quiche, rendendosi conto di non poter competere con il sentimento che lega Strawberry e Mark, decide di lasciar perdere e se ne va. Più tardi, Strawberry regala finalmente a Mark i suoi cioccolatini e i due passano il resto della giornata assieme mentre Quiche, messosi finalmente il cuore in pace, dice addio a Strawberry, promettendo però di non dimenticarla mai. |                   |                |
| 46 | Una luce nel fiume 「新しい戦力！地球を守る仲間」 - Atarashī senryoku! Chikyū wo mamoru nakama – "Un nuovo rinforzo! Il compagno con cui proteggere la Terra" | 15 febbraio 2003  | 16 giugno 2004 |
| 46 | Mark ha un sogno premonitore: Strawberry lo invita ad entrare a far parte della squadra in quanto Cavaliere Blu, ma il ragazzo le risponde di essere contrario al fatto che lei continui a combattere e a quel punto Strawberry si trasforma in Mew Berry in lacrime. Intanto, sia Ryan e Kyle che Pie e Tart stanno cercando di scoprire la natura del campo energetico che aveva trasformato parte di Tokyo in una giungla; inoltre, da qualche giorno è comparsa una nuova, misteriosa luce nelle acque della baia. A scuola, Mark rivive il proprio sogno, che si ripete nei minimi dettagli, ma stavolta decide di accettare l'invito di Strawberry. Mina, Paddy e Lory sono entusiaste di avere Mark in squadra, mentre Pam e Ryan rimangono scettici. Più tardi, le Mew Mew, Mark, Ryan e Kyle si recano alla baia, dove l'acqua ha ripreso a brillare, e iniziano un aspro combattimento contro gli alieni. Tart e Paddy si tuffano nel fiume per cercare l'Aqua Mew mentre le altre Mew Mew e il Cavaliere Blu tengono impegnato Pie, ma la ricerca si rivela senza successo e lo scontro si conclude grazie ad un potente colpo combinato del Cavaliere Blu e Mew Berry che costringe gli alieni a darsela a gambe. |                   |                |
| 47 | Il Cavaliere Blu è in pericolo 「愛のパワー！青山君は私が守る！！」 - Ai no pawā! Aoyama-kun wa watashi ga mamoru!! – "Il potere dell'amore! Io proteggerò Aoyama!!" | 22 febbraio 2003  | 18 giugno 2004 |
| 47 | Pie e Tart ricevono dal malvagio Profondo Blu l'ordine di eliminare il Cavaliere Blu, così Pie inizia a raccogliere informazioni su di lui. Intanto al Caffè Mew Mew, Mark inizia i turni come cameriere e la sua presenza attira immediatamente un numero incredibile di nuove clienti, cosa che comunque non infastidisce Strawberry; Ryan, tuttavia, continua a nutrire dei dubbi su di lui. Pie si rende conto che il Cavaliere Blu interviene solo quando Mew Berry è in pericolo, così decide di usare la ragazza come esca e crea un Chimero piovra con cui attaccarla. Il piano funziona e le Mew Mew vengono tutte catturate dal Chimero. Pie e Tart, a questo punto, si concentrano sul Cavaliere Blu e lo minacciano: se l'eroe cercherà di attaccarli, gli alieni elimineranno Mew Berry. Il Cavaliere Blu è così costretto a subire gli attacchi di Pie e Tart senza potersi difendere; la vista dell'amato in pericolo dà, però, a Mew Berry la forza per reagire e la ragazza riesce a liberarsi e a distruggere il Chimero, mettendo in fuga gli alieni un'altra volta. |                   |                |
| 48 | Il labirinto 「異次元の迷路！キッシュの賭け！！」 - Ijigen no meiro! Kisshu no kake!! – "Il labirinto di un'altra dimensione! La scommessa di Quiche!!" | 1º marzo 2003     | 21 giugno 2004 |
| 48 | Ryan e Kyle hanno individuato un'Aqua Cristallo su una montagna e mandano le Mew Mew e Mark a recuperarlo. Durante le ricerche, i ragazzi vengono attaccati da Quiche: l'alieno, che ha inviato loro un falso segnale per attirarli, trasferisce la montagna in un'altra dimensione, trasformandola in un vero e proprio labirinto. L'obiettivo di Quiche è vendicarsi di Mark sia perché è suo rivale in amore per il cuore di Strawberry sia perché il ragazzo, nei panni del Cavaliere Blu, ha mandato a monte tutti i suoi piani di conquista. I due iniziano a combattere, ma Mark non è in grado di trasformarsi nel Cavaliere Blu in assenza di Strawberry e rischia di soccombere; fortunatamente, Strawberry avverte il suo richiamo e, lasciandosi guidare dalla sua voce, riesce a materializzarsi nel punto in cui si trovano lui e Quiche e ciò permette al ragazzo di trasformarsi e affrontare l'alieno. Durante lo scontro, il Cavaliere Blu perde il controllo ed emana un'incredibile aura di forza che rade al suolo la montagna; le Mew Mew riescono a salvarsi grazie all'unione dei rispettivi poteri e anche Mark e Quiche sopravvivono. Pie e Tart, che hanno rilevato l'energia prodotta dall'esplosione, accorrono sul posto e restano stupiti dalla devastazione provocata dal Cavaliere Blu, ma Quiche li rassicura: sarà proprio il Cavaliere Blu l'arma finale che permetterà agli alieni di vincere la guerra una volta per tutte. |                   |                |
| 49 | Il risveglio di Profondo Blu 「青の目覚め、もうひとつの姿！」 - Ao no mezame, mō hitotsu no sugata! – "Il risveglio del Blu, ancora un altro aspetto!" | 8 marzo 2003      | 23 giugno 2004 |
| 49 | Si avvicina la fine della guerra contro gli alieni e Ryan e Kyle decidono di chiudere il Caffè per permettere alle Mew Mew di riposarsi un po' prima dello scontro finale. Le ragazze ne approfittano per passare il tempo con i loro cari, ma Strawberry è preoccupata perché non riesce a contattare Mark. Quiche intende sfruttare i poteri del Cavaliere Blu per far rivivere il pianeta degli alieni; Tart è d'accordo, ma Pie è risoluto a rimanere dalla parte di Profondo Blu. Il piano di Quiche è usare dei Chimeri per tenere separati Strawberry e Mark ed assorbire i poteri di quest'ultimo prima che possa trasformarsi. Le Mew Mew si dividono per affrontare le centinaia di Chimeri comparsi in città e Quiche cerca di impossessarsi della forza vitale di Mark, senza però riuscirvi; in quel momento, arriva Mew Berry, che è riuscita a sbarazzarsi dei Chimeri, e la sua presenza scatena una nuova trasformazione di Mark, che attira in sé, assorbendoli, tutti i frammenti di Aqua Mew sparsi in città ed assume così la sua vera forma: quella di Profondo Blu. |                   |                |
| 50 | Io sono una Mew Mew! 「いちごの試練！あたしはミュウミュウ」 - Ichigo no shiren! Atashi wa Myū Myū – "La prova di Ichigo! Io sono una Mew Mew" | 15 marzo 2003     | 25 giugno 2004 |
| 50 | Pie spiega alle Mew Mew, sconvolte dall'accaduto, che Mark e il Cavaliere Blu erano due personalità di Profondo Blu che costituivano le varie fasi del suo risveglio: Mark, in particolare, era il primo stadio di maturazione, mentre il Cavaliere Blu rappresentava la fase successiva, ma solo nella dimensione degli alieni la personalità cosciente di Profondo Blu poteva manifestarsi e dare ordini. I frammenti di Aqua Mew assorbiti da Mark hanno permesso l'evoluzione allo stadio finale, vale a dire la forma corporea e consapevole di Profondo Blu; ciò significa anche che le personalità di Mark e del Cavaliere Blu hanno ormai cessato di esistere. Mina, Lory, Paddy e Pam attaccano Profondo Blu, ma esauriscono tutte le loro energie e riprendono le loro sembianze normali senza potersi più trasformare. Strawberry vede ancora Mark nel capo alieno e non ha il coraggio di attaccarlo, ma trova finalmente la forza di affrontarlo, spronata dalle amiche e da Quiche, il quale non aveva la minima idea che Mark fosse Profondo Blu e non intendeva provocarne il risveglio. Ryan cede alle altre ragazze il suo frammento di Aqua Mew, permettendo loro di trasformarsi un'ultima volta: le Mew Mew sono pronte per la battaglia finale. |                   |                |
| 51 | Lo scontro finale 「最後の戦い！あなたの笑顔を信じてる」 - Saigo no tatakai! Anata no egao wo shinjiteru – "L'ultima battaglia! Credo nel tuo sorriso" | 22 marzo 2003     | 28 giugno 2004 |
| 51 | Profondo Blu evoca un'antica fortezza volante lasciata sulla Terra dagli alieni millenni prima che contiene il cristallo originale di Aqua Mew con l'intenzione di usarla per sterminare la razza umana. Le Mew Mew tentano di raggiungerlo, ma si scontrano con Pie, che le attacca con un enorme e potentissimo Chimero, lo stesso che uccise i genitori di Ryan; Mew Mina, Mew Lory, Mew Paddy e Mew Pam si occupano del mostro, mentre Mew Berry entra nella fortezza. Tart, pentito e spaventato da ciò che ha in mente di fare Profondo Blu, cerca di aiutare le paladine, ma viene eliminato da Pie. Nella fortezza volante, Mew Berry si scontra con Profondo Blu, ma viene aiutata da Quiche, che tradisce definitivamente il capo alieno per amore della ragazza; Profondo Blu, comunque, è troppo potente e Quiche viene sconfitto, morendo subito dopo tra le braccia di Mew Berry. La ragazza, affranta e in lacrime, si prepara ad attaccare Profondo Blu con tutte le proprie forze, ma la vista di Mew Berry che piange (il momento descritto dal sogno premonitore di Mark) fa perdere il controllo a Profondo Blu, che rilascia un'onda di energia di immane potenza; Mew Berry si protegge grazie ai propri poteri, mentre Ryan e le altre Mew Mew vengono salvate da Pie, che ha finalmente compreso l'inutilità della guerra e si sacrifica per loro. Intanto, la personalità di Mark prende il sopravvento su Profondo Blu. |                   |                |
| 52 | Mew Mew angeli protettori! 「地球の未来に、ご奉仕するにゃん！」 - Chikyū no mirai ni, gohōshi suru nyan! – "Per il futuro della Terra, al vostro servizio nyan!" | 29 marzo 2003     | 30 giugno 2004 |
| 52 | Mark scopre di aver sempre custodito l'Aqua Mew dentro il proprio corpo e decide di usarla per riparare ai crimini di Profondo Blu, ma il capo alieno riprende il controllo e attacca Mew Berry; con un ultimo sforzo e utilizzando l'Aqua Mew, Mark riesce ad intrappolare la coscienza di Profondo Blu e Mew Berry, a malincuore, li colpisce entrambi con l'aiuto delle altre Mew Mew che le donano i loro poteri. Profondo Blu viene così distrutto e l'Aqua Mew, liberata dal corpo di Mark, purifica la Terra e riporta in vita Quiche, Pie e Tart. Mew Berry, pur di non lasciare che Mark scompaia, si sacrifica dandogli la propria vita e le altre Mew Mew, rimaste definitivamente senza poteri, arrivano troppo tardi per salvarla; la fortezza volante, inoltre, sta per precipitare, ma Quiche, Pie e Tart, riconoscenti verso Strawberry per averli salvati, riportano Mark e le ragazze a terra in tempo. Mark riesce a riportare in vita Strawberry con un bacio e la ragazza, avendo portato a termine la missione, torna ad essere una persona normale. Quiche, Pie e Tart gioiscono alla notizia e ripartono verso il loro pianeta con un frammento di Aqua Mew superstite che useranno per salvare il loro mondo. Qualche tempo dopo, le ragazze, che hanno ripreso la loro vecchia vita, si incontrano al Caffè Mew Mew, ormai chiuso, dove ricordano le avventure che hanno vissuto: qui trovano Ryan e Kyle, che le informano che c'è un nuovo nemico e che le ragazze, in realtà tornate normali solo temporaneamente a causa dell'Aqua Mew, hanno di nuovo i loro poteri e possono tornare in azione. |                   |                |